# Mouila
Mouila è il capoluogo della provincia di Ngounié nel Gabon. È situata sul fiume Ngounié e sulla strada N1 ed ha una popolazione di circa 20 000 abitanti. La caratteristica più nota è il Lac Bleu, un lago noto per le acque azzurre.
Mouila è piuttosto estesa ed ha diversi mercati e centri commerciali. A Mouila funziona un servizio di taxi, che sono verdi e bianchi e costano dai 200 ai 500 franchi CFA a seconda della lunghezza della tratta.
A Mouila vivono gabonesi appartenenti a svariati gruppi etnici, e la città ha un importante nodo per i commerci ed i trasporti. Da Mouila è possibile viaggiare con taxi collettivi verso Ndende e Tchibanga, Lambaréné e Libreville, e Lebamba.